# Aenictus buttgenbachi
Aenictus buttgenbachi é uma espécie de formiga do gênero Aenictus.